# Pinet Butte
Der Pinet Butte ist ein kleiner Zeugenberg im ostantarktischen Viktorialand. Er bildet den westlichen Ausläufer der Caudal Hills.
Der United States Geological Survey kartierte ihn anhand eigener Vermessungen und Luftaufnahmen der United States Navy aus den Jahren von 1960 bis 1964. Das Advisory Committee on Antarctic Names benannte ihn im Jahr 1969 nach Paul R. Pinet, Geologe auf der McMurdo-Station von 1966 bis 1967.